# Gerard Spanhaak
Gerard Spanhaak (Zwolle, 26 december 1919 – Apeldoorn, 27 juli 2002) was een Nederlandse verzetsstrijder en journalist.

## Levensloop
Spanhaak groeide op in een hervormd middenstandsgezin. Hij was de oudste van vier kinderen. Na de middelbare school kwam hij in dienst van het Kamper Nieuwsblad als leerlingjournalist. In de winter van 1939-40 begeleidde hij de burgemeester van Kampen, Herman Martinus Oldenhof, over een bevroren ijsvlakte naar Urk. Daarbij liep hij bronchitis op.

### Tweede Wereldoorlog
In het najaar van 1940 keerde Spanhaak terug bij de krant. Intussen was Nederland bezet door de Duitsers. In zijn werk merkte Spanhaak dat doordat hij films recenseerde die een steeds antisemitischer karakter kregen. In diezelfde periode vermenigvuldigde hij het gedicht Vliegers die geen genade kennen, dat was geschreven uit protest tegen het bombardement uit Rotterdam. Spanhaak werd door een collega aangegeven en bracht enkele dagen in de cel door.
Het Kamper Nieuwsblad kreeg in 1942 een verschijningsverbod, waardoor Spanhaak zijn baan kwijt raakte. Hij kwam in contact met Izak van der Horst en Roelof Jan Dam, de rector van het Gereformeerd Gymnasium. De werkeloze journalist raakte via hen betrokken bij het verzet. Zo schreef hij een verslag over de april-meistaking van 1943. Voor verzetsman Hilbert van Dijk ontwikkelde hij een boekje met codes dat gebruikt kon worden voor het uitwisselen van gegevens voor het onderbrengen van onderduikers.
In de zomer van 1943 kwam Spanhaak in contact met Reinoud Roukema. Via hem begon hij als koerier en reisde door het hele land om bonnen en documenten af te leveren op verschillende adressen van het verzet. In overleg met Roelof Jan Dam begon Spanhaak met de uitgave van een eigen lokale verzetskrant voor Kampen, onder de naam Strijdend Nederland. Om de herkomst niet te verraden werd afgesproken dat er geen lokaal nieuws in de krant werd opgenomen. Het eerste nummer verscheen op 2 november 1943.
Op 31 januari 1944 vond er een Kampen een arrestatiegolf plaats, waarbij onder andere Arend Scholten, met wie Spanhaak het blad maakte, werd opgepakt. Spanhaak logeerde ergens anders en ontsprong zodoende de dans. Hij week uit naar Zwolle en dook daarna onder in Wolfheze, en legde tijdelijk het werk voor de krant neer. In het najaar van 1944 vond de verzetsman van Roukema in IJsselmuiden een nieuwe onderduikplek en werd weer actief voor Strijdend Nederland. Begin januari 1945 krijgt de krant een grote klap te verwerken. Twee medewerkers, Jacob de Goede en P. Schaart, werden op heterdaad betrapt terwijl ze bezig waren de krant te stencilen. De Goede werd twee maanden later geëxecuteerd door de bezetter.

### Na de oorlog
In de jaren na de oorlog bleef Strijdend Nederland verschijnen. Spanhaak bleef aan als hoofdredacteur. Daarnaast schreef hij voor De Zwerver, het weekblad van Stichting LO-LKP en leverde bijdragen aan de boeken De vijand wederstaan en Het Grote Gebod. In november 1949 verscheen Strijdend Nederland, inmiddels omgedoopt tot Kamper Dagblad, voor de laatste keer, omdat de uitgave niet rendabel was. Spanhaak vervolgde zijn journalistieke carrière als buitenlandredacteur bij de Nieuwe Apeldoornsche Courant. In 1962 trad hij aan als directeur bij het krantenconcern Wegener. Hij klom later op als president-commissaris. 
Uit handen van prinses Juliana en prins Bernhard ontving Spanhaak in maart 1984 het Verzetsherdenkingskruis.